# Цирконат лития
Цирконат лития — неорганическое соединение,
соль лития и циркониевой кислоты с формулой Li2ZrO3,
бесцветные кристаллы.

## Физические свойства
Цирконат лития образует бесцветные кристаллы
моноклинной сингонии,
пространственная группа C 2/c,
параметры ячейки a = 0,542403 нм, b = 0,902625 нм, c = 0,541965 нм, β = 112,70119°, Z = 4
.

## Применение
- Используется как твердый электролит.